# Матијевићи (Кладањ)
Матијевићи су насељено мјесто у Босни и Херцеговини, у општини Кладањ, које административно припада Федерацији Босне и Херцеговине.

## Становништво
Према попису становништва из 1991. у насељу је живио 221 становник.
| Националност       | 1991. | 1981. | 1971. | 1961. |
| Срби               | 220   | 290   | 319   | 349   |
| Југословени        |       | 1     |       |       |
| остали и непознато | 1     |       | 2     |       |
| Укупно             | 221   | 291   | 321   | 349   |

| Демографија | Демографија | Демографија |
| Година      | Становника  | Становника  |
| ----------- | ----------- | ----------- |
| 1961.       | 349         |             |
| 1971.       | 321         |             |
| 1981.       | 291         |             |
| 1991.       | 221         |             |